# 陳氏長頸金花蟲
陳氏長頸金花蟲（学名：Lilioceris cheni）为金花蟲科長頸金花蟲屬下的一个种，名稱來自陳文龍。